# Paillé (Charente-Maritime)
Pour les articles homonymes, voir Paillé.

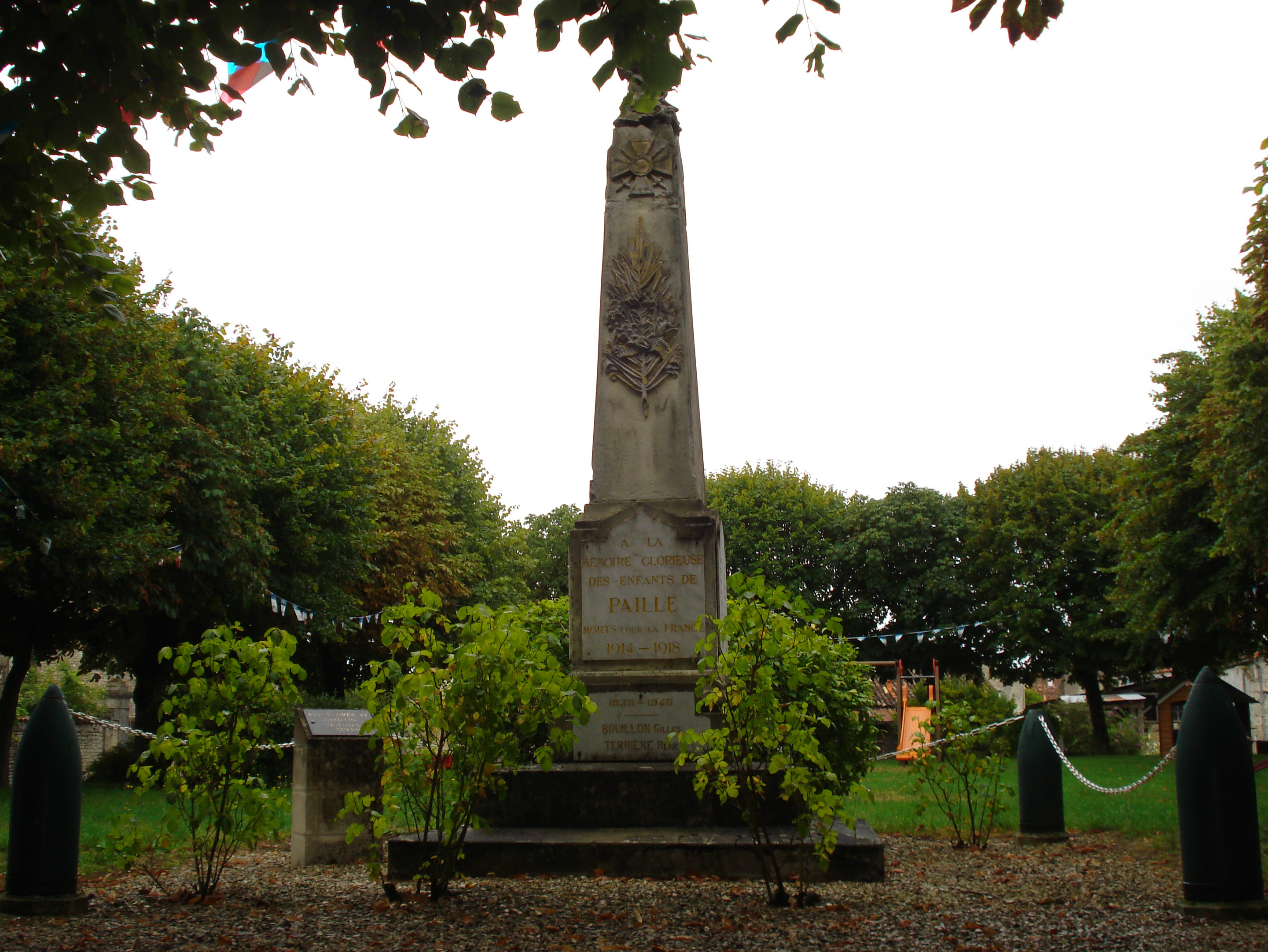
Le monument aux morts.

Paillé est une commune du Sud-Ouest de la France située dans le département de la Charente-Maritime, en région Nouvelle-Aquitaine.
Ses habitants sont appelés les Pallaciens et les Pallaciennes.

## Géographie

### Localisation
Paillé se trouve à 5 km au sud d'Aulnay-de-Saintonge et 15 km au nord-est de Saint-Jean-d'Angély.

### Communes limitrophes
|                          | Nuaillé-sur-Boutonne (sur 30 m) | Aulnay        |
| Les Églises-d'Argenteuil | Paillé                          | Cherbonnières |
|                          | Saint-Pierre-de-Juillers        |               |

### Hydrographie
Deux cours d'eau référencés par le Sandre traversent la commune.
Il s'agit de la Saudrenne et du Padôme, affluents de la Boutonne.

## Urbanisme

### Typologie
Au 1er janvier 2024, Paillé est catégorisée commune rurale à habitat dispersé, selon la nouvelle grille communale de densité à 7 niveaux définie par l'Insee en 2022.
Elle est située hors unité urbaine. Par ailleurs la commune fait partie de l'aire d'attraction de Saint-Jean-d'Angély, dont elle est une commune de la couronne,. Cette aire, qui regroupe 37 communes, est catégorisée dans les aires de moins de 50 000 habitants,.

### Occupation des sols
L'occupation des sols de la commune, telle qu'elle ressort de la base de données européenne d’occupation biophysique des sols Corine Land Cover (CLC), est marquée par l'importance des territoires agricoles (90 % en 2018), une proportion identique à celle de 1990 (90 %). La répartition détaillée en 2018 est la suivante : 
terres arables (80,9 %), zones agricoles hétérogènes (9,1 %), forêts (6,9 %), zones urbanisées (3,1 %). L'évolution de l’occupation des sols de la commune et de ses infrastructures peut être observée sur les différentes représentations cartographiques du territoire : la carte de Cassini (XVIIIe siècle), la carte d'état-major (1820-1866) et les cartes ou photos aériennes de l'IGN pour la période actuelle (1950 à aujourd'hui).

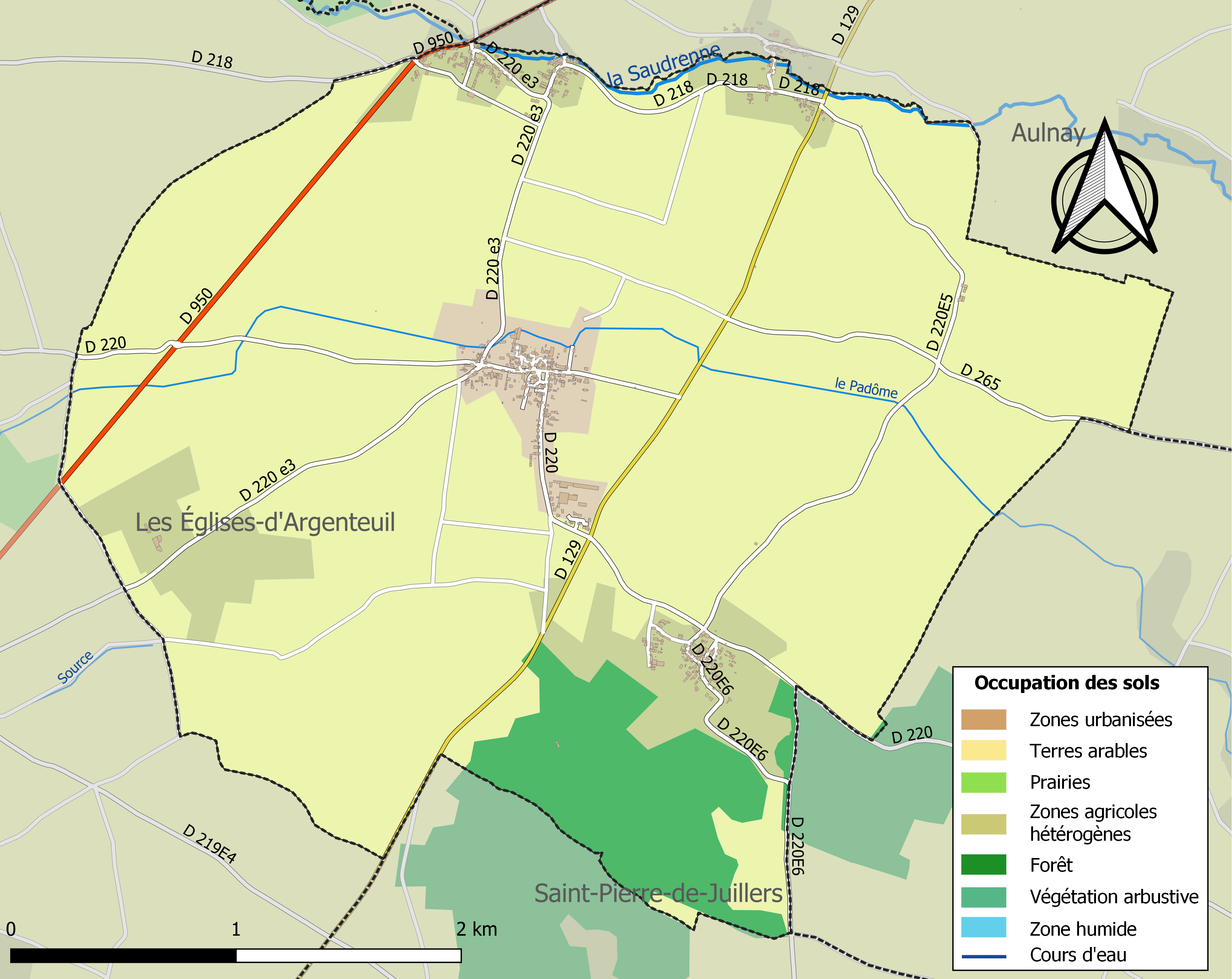
Carte des infrastructures et de l'occupation des sols de la commune en 2018 (CLC).

### Risques majeurs
Le territoire de la commune de Paillé est vulnérable à différents aléas naturels : météorologiques (tempête, orage, neige, grand froid, canicule ou sécheresse), inondations, mouvements de terrains et séisme (sismicité modérée). Il est également exposé à un risque technologique, le transport de matières dangereuses. Un site publié par le BRGM permet d'évaluer simplement et rapidement les risques d'un bien localisé soit par son adresse soit par le numéro de sa parcelle.

#### Risques naturels
Certaines parties du territoire communal sont susceptibles d’être affectées par le risque d’inondation par débordement de cours d'eau, notamment la Saudrenne. La commune a été reconnue en état de catastrophe naturelle au titre des dommages causés par les inondations et coulées de boue survenues en 1982, 1999 et 2010,.

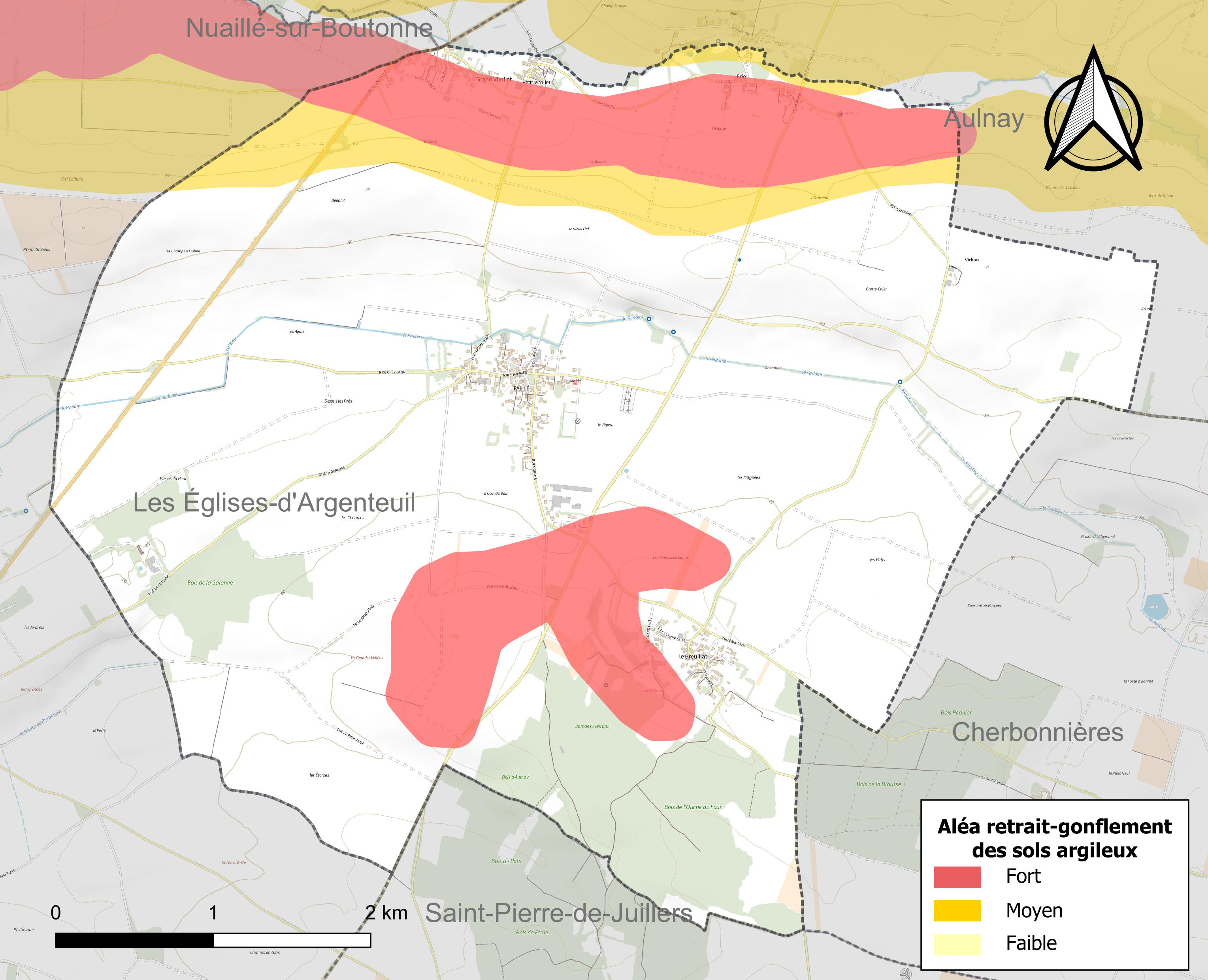
Carte des zones d'aléa retrait-gonflement des sols argileux de Paillé.

Les mouvements de terrains susceptibles de se produire sur la commune sont des tassements différentiels.
Le retrait-gonflement des sols argileux est susceptible d'engendrer des dommages importants aux bâtiments en cas d’alternance de périodes de sécheresse et de pluie. 20,4 % de la superficie communale est en aléa moyen ou fort (54,2 % au niveau départemental et 48,5 % au niveau national). Sur les 220 bâtiments dénombrés sur la commune en 2019, 54 sont en aléa moyen ou fort, soit 25 %, à comparer aux 57 % au niveau départemental et 54 % au niveau national. Une cartographie de l'exposition du territoire national au retrait gonflement des sols argileux est disponible sur le site du BRGM,.
Par ailleurs, afin de mieux appréhender le risque d’affaissement de terrain, l'inventaire national des cavités souterraines permet de localiser celles situées sur la commune.
Concernant les mouvements de terrains, la commune a été reconnue en état de catastrophe naturelle au titre des dommages causés par des mouvements de terrain en 1999 et 2010.

#### Risques technologiques
Le risque de transport de matières dangereuses sur la commune est lié à sa traversée par une ou des infrastructures routières ou ferroviaires importantes ou la présence d'une canalisation de transport d'hydrocarbures. Un accident se produisant sur de telles infrastructures est susceptible d’avoir des effets graves sur les biens, les personnes ou l'environnement, selon la nature du matériau transporté. Des dispositions d’urbanisme peuvent être préconisées en conséquence.

## Toponymie
L'origine du nom de la commune de Paillé vient du toponyme gallo-romain Villa Poliaco.

La paroisse s'appelait autrefois Saint-Georges-de-Paillé.

## Histoire
La commune se trouve sur l'importante voie romaine entre Saintes et Poitiers ainsi que sur la via Turonensis, un des quatre chemins français du pèlerinage de Saint-Jacques-de-Compostelle.

## Politique et administration

### Liste des maires
| Période                                  | Période  | Identité      | Étiquette   | Qualité                  |
| ---------------------------------------- | -------- | ------------- | ----------- | ------------------------ |
| 1995                                     | En cours | Ornella Tache | UMP puis LR | Collaboratrice d'artisan |
| Les données manquantes sont à compléter. |          |               |             |                          |

## Démographie

### Évolution démographique
L'évolution du nombre d'habitants est connue à travers les recensements de la population effectués dans la commune depuis 1793. Pour les communes de moins de 10 000 habitants, une enquête de recensement portant sur toute la population est réalisée tous les cinq ans, les populations de référence des années intermédiaires étant quant à elles estimées par interpolation ou extrapolation. Pour la commune, le premier recensement exhaustif entrant dans le cadre du nouveau dispositif a été réalisé en 2005.

En 2022, la commune comptait 327 habitants, en évolution de +3,48 % par rapport à 2016 (Charente-Maritime : +4,04 %, France hors Mayotte : +2,11 %).
| 1793 | 1800 | 1806 | 1821 | 1831 | 1836 | 1841 | 1846 | 1851 |
| ---- | ---- | ---- | ---- | ---- | ---- | ---- | ---- | ---- |
| 597  | 652  | 693  | 725  | 806  | 801  | 875  | 883  | 868  |

| 1856 | 1861 | 1866 | 1872 | 1876 | 1881 | 1886 | 1891 | 1896 |
| ---- | ---- | ---- | ---- | ---- | ---- | ---- | ---- | ---- |
| 836  | 841  | 785  | 829  | 860  | 780  | 700  | 680  | 631  |

| 1901 | 1906 | 1911 | 1921 | 1926 | 1931 | 1936 | 1946 | 1954 |
| ---- | ---- | ---- | ---- | ---- | ---- | ---- | ---- | ---- |
| 590  | 583  | 569  | 529  | 532  | 532  | 515  | 518  | 465  |

| 1962 | 1968 | 1975 | 1982 | 1990 | 1999 | 2005 | 2006 | 2010 |
| ---- | ---- | ---- | ---- | ---- | ---- | ---- | ---- | ---- |
| 420  | 442  | 407  | 375  | 333  | 366  | 336  | 340  | 336  |

| 2015 | 2020 | 2022 | - | - | - | - | - | - |
| ---- | ---- | ---- | - | - | - | - | - | - |
| 320  | 325  | 327  | - | - | - | - | - | - |

## Économie
L'usine de traitement de déchets de Paillé :
Construite en 1981, CYCLERGIE est l'exploitant historique de l'unité de traitement thermique des déchets de Paillé. À la fin de 2011, TIRU CYCLERGIE s'est vu réattribuer l'exploitation de l'unité. TIRU, concepteur, constructeur et responsable de l'exploitation y travaille pour le compte du SMICTOM d'Aunis et des Vals de Saintonge.

## Culture locale et patrimoine

### Lieux et monuments
Église Saint-Georges, des XIIe et XVe siècles.

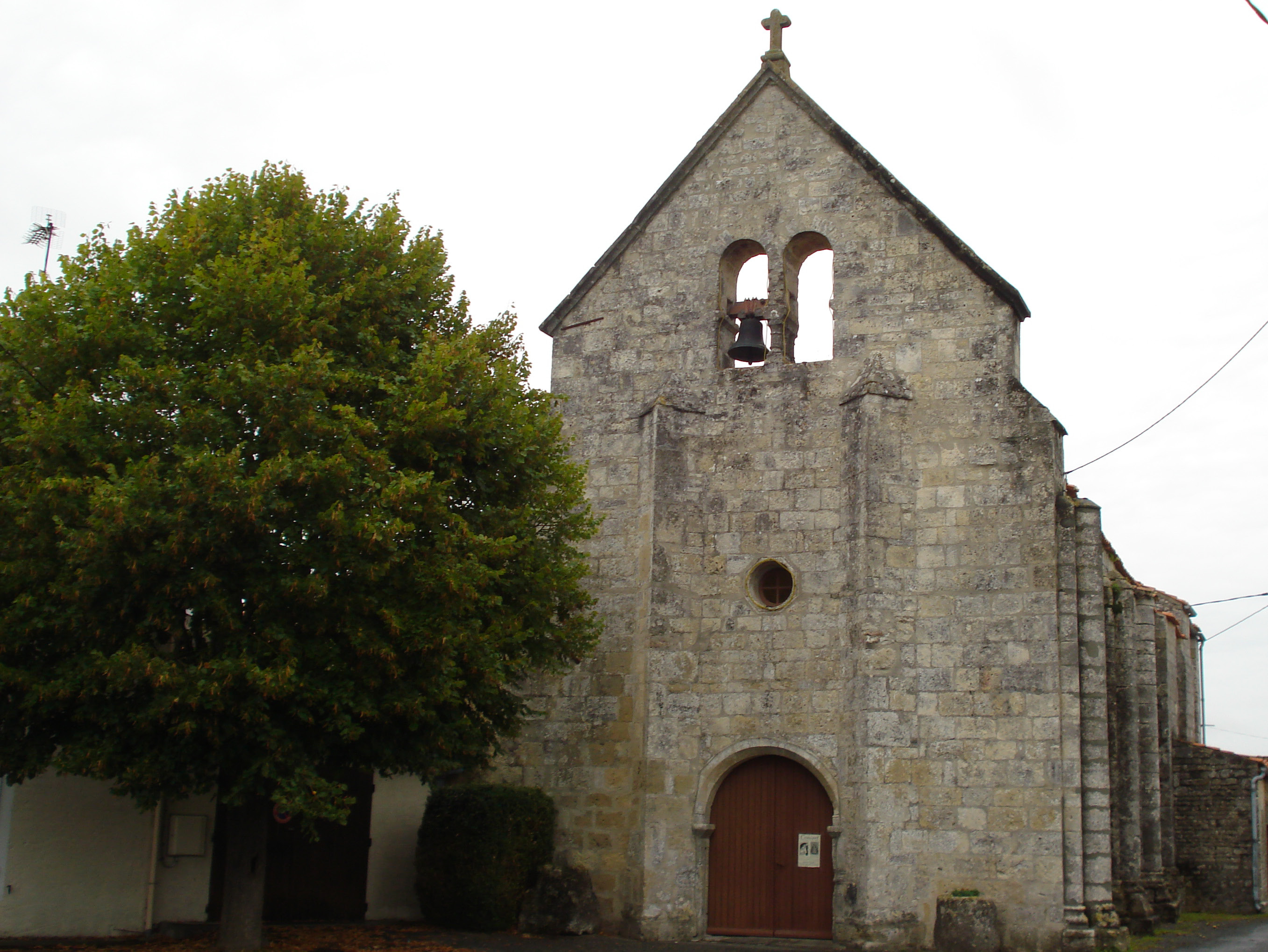
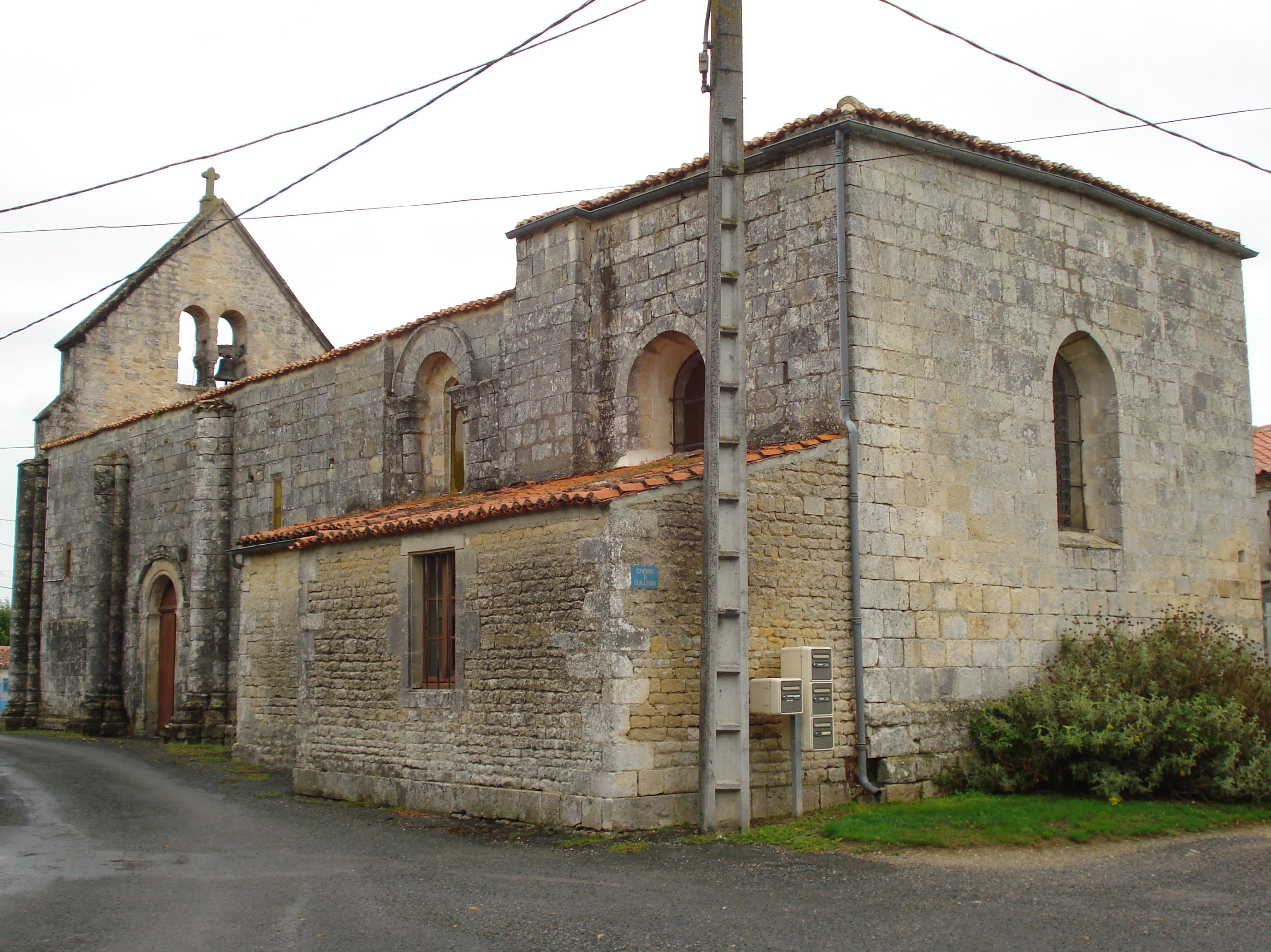

### Héraldique
| Blason de Paillé | Blason  | D'argent à deux bandes ondées abaissées d'azur, accompagnées en chef senestre d'un lion de gueules armé, lampassé et couronné d'azur, au franc-quartier de sinople chargé de saint Georges à cheval d'or, le bouclier d'argent à la croix de gueules tuant de sa lance un dragon d'or. |
| Blason de Paillé | Détails | Le statut officiel du blason reste à déterminer. |